# 加島進一
加島 進一（かしま しんいち、1969年9月15日 - ）旧姓（大橋進一）は、静岡県 浜松市出身のサッカー選手、サッカー指導者。ポジションはDF。

## 来歴
東海大一高では、冬の選手権で優勝を経験。1992年～94年 大塚製薬サッカー部、1995～96年 ヴィッセル神戸。現役引退後にヴィッセルJrユース監督